# LobbyControl
Lobbycontrol est le nom d’une organisation non gouvernementale allemande basée à Cologne ayant statut d’organisme sans but lucratif, qui est à l’origine d’une initiative pour la transparence démocratique (« Initiative für Transparenz und Demokratie ») et cherche à informer les citoyens sur l'existence et les effets des pouvoirs et des stratégies d'influence (lobbying, industriel notamment) en Allemagne et dans l'Union européenne principalement. 
L’ONG promeut un contrôle plus démocratique du lobbying et la mise en place d’obstacles clairs aux stratégies de groupes d'intérêt quand elles cherchent à influencer unilatéralement les politiques publiques allemandes, européennes ou américaines en leur faveur. Selon l’ONG et ALTER-EU, « trop de ces lobbyistes travaillent pour les intérêts des entreprises, plutôt que l'intérêt général ».

## Missions
LobbyControl collecte et étudie les travaux de recherche et d’analyse de fond portant sur des sujets d'actualité et peut organiser des campagnes scientifiques et publiques. 
L'association s’est donné comme projet d’étudier comment certains Think-tanks, organismes de lobbying et des campagnes soutenues par l'industrie induisent des représentations erronées ou déformées de la réalité dans les médias et sur les réseaux sociaux grâce à un lobbying coordonné dans les coulisses des médias et des institutions politiques. 
Le but de ces recherches est de documenter ce phénomène, et de diffuser des informations susceptibles d’aider les citoyens à le reconnaître de manière qu'ils puissent donner leur propre position sur des sujets et enjeux importants, afin que le point de vue unilatéral diffusé par certains lobbies ne soit pas le seul à pouvoir être entendu.
LobbyControl utilise pour cela des exemples pris dans l’actualité présente ou récente en espérant qu’ils puissent servir à justifier la mise en place de nouvelles mesures de protection contre les influences unilatérales. Celles-ci pourraient par exemple comprennent des règles de transparence et de bonnes pratiques plus strictes (revenus transparents et déclarés, 'enregistrement des personnes et organismes de lobbying, avec obligations de déclaration.

## Histoire
L'association a été créée dans le sillage d’un congrès sur la démocratie « Gesteuerte Demokratie ? » qui s’est tenu à Francfort en 2004, qui avait réuni 180 participants pour étudier l'impact des élites néolibérales et économiques dans la politique et le public.
Le blog Internet de l’ONG existe depuis mai 2005, et un « club LobbyControl » fonctionne depuis 2006. 
la gouvernance de l’ONG, en janvier 2008 est construite autour d’un Conseil de quatre membres représentant l’ONG et orientant son travail, composé de l’économiste Thomas Dürmeier (fondateur d’un Groupe de travail sur l’économie post-autistique, et membre de l’ONG Attac) et de trois politologues : Heidi Bank, Ulrich Müller (organisateur du congrès précité) et Dieter Plehwe (membre du « Wissenschaftszentrum Berlin für Sozialforschung », centre scientifique berlinois destiné à la recherche en sciences sociales, cofondateur d’un groupe intitulé « Buena Vista Neoliberal ?»).
LobbyControl est présent au sein l'Alliance pour la transparence du lobbying et pour des règles éthique (ALTER-EU) qui regroupe environ 200 organisations à travers l'Europe.

## Financements
Il provient de dons, de cotisations et de la vente des publications (ex : ouvrage publié fin 2008 intitulé « LobbyPlanet Berlin »).
Il a bénéficié d’un fonds de démarrage de 40 000 euros et de dons en 2006 et 2008, provenant essentiellement de Bewegungsstiftung,. En 2009, le volume et l'indépendance du financement ont été améliorés par la croissance des recettes
provenant des cotisations, des dons de particuliers et de la vente.

## Initiatives, projets
- L’« étude Christiansen »

Le Club LobbyControl s’est fait connaître en Allemagne l’analyse d’une grande émission télévisée (talk-show politique) présentée chaque dimanche à 21:45 par Sabine Christiansen sur la première chaîne de télévision allemande du 4 janvier 1998 au 24 juin 2007. 
447 épisodes ont été produits, dans un format qui est devenu la référence sur la télévision allemande. À partir du 1er septembre 2002, Sabine Christansens a créé sa firme de production (TV21 GmbH). Le coût annuel pour l'ARD étaient d’environ dix millions d'euros (environ 200 000 euros par émission). LobbyControl a produit de nombreux documents montrant que les choix de sujets et de personnes interviewés étaient fortement orientés par le monde de l’entreprise et de la finance. Le producteur de l'émission de Sabine Christiansen, Michael Heiks, a protesté contre les méthodes et le contenu de l’étude de LobbyControl, selon lui « discutables ».
- L’étude „Drehtür“ .

Le nom Drehtür (« porte tournante ») fait référence à l’effet Porte tambour (Drehtür-Effekt en allemand). 
Cette courte étude Fliegende Wechsel – die Drehtür kreist datée du 15 novembre 2007, s'est intéressée au nouvel emploi de 63 anciens membres du gouvernement (de coalition rouge-vert, pour la période 1998 à 2005). Elle présentait aussi les règles en vigueur pour le changement du bureau politique du secteur privé. Elle a proposé de nouvelles règles pour limiter le retour régulier des mêmes élus (et le pantouflage). 
L'ONG a été poursuivie en justice par Gerhard Schröder (ancien chancelier) pour avoir avec le magazine Der Spiegel laissé entendre que G Schroeder avait été consultant du ministère chinois des Affaires étrangères,
- Campagne intitulée « Pas de lobbyistes dans les ministères !»

cette campagne a été motivée par une autre étude, parla quelle l'association avait en juillet 2007 montré que plus de 100 employés d’ entreprises et d’organisations de lobbying travaillaient directement dans les ministères fédéraux allemands. LobbyControl a demandé au gouvernement fédéral de mettre fin à l’opacité de cette forme de lobbying et d’être transparent en divulguant toutes les informations qu’il avait sur les lobbyistes employés dans les ministères. L’ONG a aussi demandé que cesse cet accès « unilatéral » des entreprises et des organisations professionnelles au sein des ministères, cette pratique étant antidémocratique et sapant les principes de la prise de décision pluraliste,. En faveur de cette divulgation un appel et une pétition de 8700 signatures ont été transmise en 2009 au Bundestag, lui demandant que le gouvernement impose un registre des signatures. 
- Mise au jour de l'affaire des relations publiques de la Deutsche Bahn

LobbyControl a mis en évidence des activités critiquables de lobbying de l'entreprise publique de chemin de fer allemande la Deutsche Bahn. En mai 2009, l’ONG a révélé que l’entreprise (équivalent de la SNCF en Allemagne) utilisait d’importants moyens financiers et de lobbying pour faire promouvoir par les médias allemands la privatisation du rail et donner une mauvaise image des grève de conducteurs de train, dont en s’appuyant notamment sur de fausses lettres et messages, des blogs etc .
Une initiative de citoyens pour la privatisation du rail (Meinebahndeinebahn.de) a même été fondée pour cela par une agence de relations publiques. Le président de Deutsche Bahn, Hartmut Mehdorn venait de présenter sa démission au conseil de surveillance de l'entreprise, à la demande notamment des syndicats de l'entreprise, Transnet et GDBA qui avaient appris que la direction du groupe espionnait les courriers électroniques de ses salariés destinés aux journalistes ou à d'autres personnes critiques vis-à-vis de l'entreprise et Hartmut Mehdorn était déjà accusé d'avoir de 1998 à 2006 laissé faire un croisement de données personnelles de 173 000 salariés (soit les trois quarts de son effectif total) avec des fournisseurs, dans le cadre d'une « lutte contre la corruption » selon la direction. Le nouveau PDG de la Deutsche Bahn, Rüdiger Grube a ensuite confirmé que la société a dépensé 1,3 million d'euros pour financer le lobbying dénoncé par LobbyControl,. 
- Révélations sur les agrocarburants

En juillet 2009, LobbyControl démontre que l'Association de l'industrie des biocarburants allemande avait en 2008 organisé durant plusieurs mois une campagne d’influence visant à améliorer l’image des agrocarburants dans le public. Pour cela des lettres et des articles unilatéralement formulé, non présentées comme de la publicité, ont été publiés dans divers médias par l'Agence Berlin Polis, et jusque dans les pages du ministère des Affaires économiques NRW (www.kreativeoekonomie.de). Des opinions positives ont également été publiées en ligne, diffusées (dont vers les jeunes) via le FAZ (Frankfurter Allgemeine Zeitung), le tabloïde Frankfurter Rundschau et le journal Focus,. Berlin Polis était contrôlée par l’EPPA GmbH.

## Prix «négatifs»
Un « prix négatif » (Negative Auszeichnungen) du « pire Lobbying dans l'UE » a été attribué en 2005-2010 par LobbyControl en partenariat avec « Corporate Europe Observatory », l’ONG les Amis de la Terre Europe et Spinwatch. Il est décerné chaque année à des lobbyistes, des entreprises et des groupes d'intérêt ayant fait preuve de manipulation de l’opinion et de tromperie, ou d’autres types de pressions non éthique pour influencer les stratégies et décisions de l'Union européenne. 
La cérémonie se déroule à Bruxelles et les gagnants sont déterminés par le vote du public sur Internet.
Après 2010, le prix n'a pas plus été attribué. 
Les gagnants ont été :
• 2005 « Campagne pour la Créativité »
• 2006 ExxonMobil
• 2007 BMW, Daimler et Porsche
• 2008 Le lobby des agrocarburants
• 2009 – néant (aucun prix décerné)
• 2010 RWE npower (RWE) dans la catégorie Climat, l’association ISDA et les membres lobbyistes de Goldman Sachs dans la catégorie Finance.
En 2007 un prix spécial du « Pire écoblanchiment dans l’UE » a été attribué au Forum atomique allemand (Deutsche Atomforum).
Pour la première fois, en 2011, une médaille de la Lobbykracie récompensant le lobbying non démocratique a été attribué. Ce prix a été décerné à la Deutsche Bank et à Josef Ackermann.

## Lobbypedia
En octobre 2010, l'ONG a lancé une plate-forme ouverte en ligne baptisée « Lobbypedia », qui est destinée à mieux informer sur le lobbying en Allemagne,, qui a valu à l’ONG le prix Grimme.

## Visites guidées de Berlin
LobbyControl propose aussi des visites guidées, de deux heures dans la ville de Berlin, pour des individus ou des groupes sur le thème du lobbying à Berlin. À cette occasion, les participants se voient présenter divers lieux et groupes impliqués dans le lobbying en Allemagne et Europe 
,

## Un registre obligatoire et transparent
Un registre obligatoire et transparent des lobbyistes qui œuvrent auprès de la commission européenne, des élus et de leurs assistants ou des techniciens est une demande forte de l’ONG et plus largement d’ALTER-EU dont fait partie LobbyControl.
Une ébauche de registre a été mise en place en 2008. Un registre plus complet avait été promis par le Président de la Commission de l'UE Juncker (il avait annoncé une réforme du registre volontaire courant à la fin 2014), mais cette réforme est en 2016 toujours en attente selon LobbyControl et le registre incomplet et peu crédible ; l’ONG estime qu’il existe 20 000 lobbyistes à Bruxelles dont 70% environ travaillent pour les intérêts d’entreprises et d’associations professionnelles, qui submergent les députés avec leurs amendements aux projets de directives ou règlements. Selon l’ONG ceci menace la démocratie européenne en faveur d'une Europe dominée par l’économie et la finance. 
Cette base de données devrait être obligatoire et de qualité et permettre de savoir « qui sont ces lobbyistes, pour qui ils travaillent, combien ils dépensent, et surquelles lois et initiatives ils travaillent, pour apporter plus d’équilibre dans les débats ».
Frans Timmermans (vice-président de la Commission) a lancé en mars 2007 (avec 7 mois de retard), une consultation publique européenne (de 01/03/2016 au 01/06/2016) pour améliorer le registre des lobbyistes de l'UE. 

## Critiques
LobbyControl a reçu diverses critiques sur ses méthodes, ou sur le fait que ses membres pourraient aussi être parfois considérés comme en conflit d’intérêt, sur des thèmes comme la transition énergétique par exemple.

## Publications
- LobbyPlanet Berlin – der Reiseführer durch den Lobbydschungel (3. Auflage) (de)
- LobbyPlanet Brüssel – Einblick in den Brüsseler Lobbydschungel (3. Auflage, September 2012) (de)
- Lobbyismus an Schulen – Ein Diskussionspapier über Einflussnahme auf den Unterricht und was man dagegen tun kann, April 2013, LobbyControl[34](de)
- Lobbyreport 2013: Die Lobbyismus-Debatte 2009–2013: Eine Bilanz der schwarz-gelben Regierungszeit, LobbyControl[35](de)
- Lobbyreport 2015: Lobbykontrolle zwischen Fortschritt und Stillstand: Eine Halbzeitbilanz nach zwei Jahren Schwarz-Rot, LobbyControl[36](de)
- Ulrich Müller, Sven Giegold, Malte Arhelger (Hg.): Gesteuerte Demokratie? Wie neoliberale Eliten Politik und Öffentlichkeit beeinflussen. VSA-Verlag, Hambourg 2004.